# Theodor W. Adorno

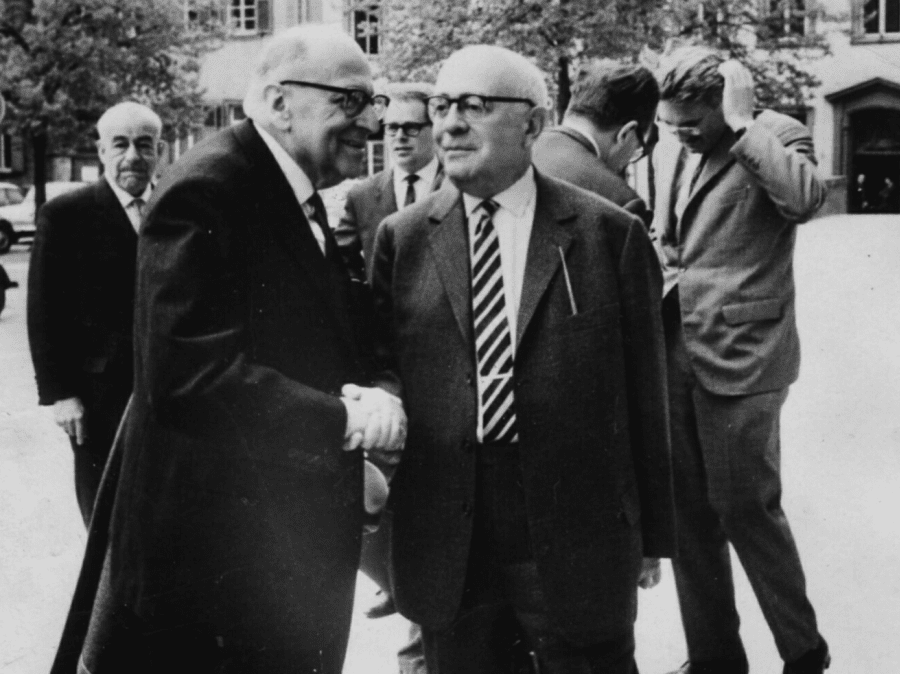
Max Horkheimer (vlevo), Theodor Adorno (vpravo) a Jürgen Habermas (vpravo vzadu), v Heidelbergu, 1965

Theodor Ludwig Wiesengrund-Adorno (11. září 1903 – 6. srpna 1969) byl německý filosof, muzikolog, sociolog, estetik a spolu s M. Horkheimerem nejvýznamnější představitel kritické teorie frankfurtské školy.

## Život
Theodor Ludwig Wiesengrund-Adorno se narodil 11. září 1903 ve Frankfurtu nad Mohanem matce Marii roz. Calvelli-Adorno della Piana, pěvkyni katolického vyznání a otci Oscaru Wiesengrundovi, židovskému obchodníkovi s vínem, který konvertoval k protestantismu. Theodor později zkrátil otcovské příjmení Wiesengrund na iniciálu W. a nahradil je příjmením matky – Adorno. Od své matky a její sestry zdědil celoživotní zájem o hudbu.
1921 maturoval na Gymnáziu císaře Viléma ve Frankfurtu. Následovalo studium filozofie, sociologie, psychologie a hudební vědy na Frankfurtské univerzitě. První filozofické školení obdržel Adorno od Siegfrieda Kracauera. Během studií se Adorno věnoval hudební kritice v duchu radikální moderny a zasadil se o dílo Arnolda Schönberga. Ve stejném období navázal známost s Maxem Horkheimerem, v roce 1923 se pak seznámil s filozofem Walterem Benjaminem a Margaretou Karplus, se kterou se později oženil.
V 21 letech ukončil Adorno studium prací o Edmundu Husserlovi u Hanse Cornelia. V roce 1925 odešel studovat hudební kompozici do Vídně u Albana Berga a klavír u Eduarda Steuermanna. Seznámil se s Arnoldem Schönbergem, Antonem Webernem a Györgem Lukácsem. Po návratu do Frankfurtu posílil vazby s Institutem pro sociální výzkum, který vedl Max Horkheimer. 1931 se Adorno habilitoval prací Konstrukce estetického u Kierkegaarda a stal se soukromým docentem filozofie ve Frankfurtu. V roce 1933 byl zbaven úřadu a odešel do anglického Oxfordu. 1937 se oženil s Margaretou Karplus, inženýrkou chemie. O rok později společně emigrovali do USA. Adorno se stal členem Institutu pro sociální výzkum v New Yorku a podílel se na Princeton Radio Research Project. V roce 1941 přesídlil Adorno do Los Angeles a psal společně s Maxem Horkheimerem Dialektiku osvícenství (vyšlo 1944), která byla podstatným přípravným krokem k vytvoření Adornova „opus magnum“.:s.82 Dále v tomto období napsal Filozofii nové hudby, Minima Moralia a spolupracoval s německým spisovatelem Thomasem Mannem (zejména na jeho románu Doktor Faustus).
Po válce se v roce 1949 vrátil do Frankfurtu jako mimořádný profesor filozofie na Frankfurtské univerzitě. Po obnovení Institutu pro sociální výzkum ve Frankfurtu v roce 1950 se Adorno ujal funkce zástupce ředitele.
V roce 1951 vydal Minima Moralia a od roku 1958 řídil společně s Horkheimerem Institut pro sociální výzkum, v této době vyšly mimo jiné Poznámky k literatuře, Poznámky k literatuře II (1961) a Poznámky k literatuře III (1965). 6. srpna 1969 zemřel během dovolené ve Švýcarsku v kantonu Vallis na následky infarktu.

## Dílo
Adorno založil spolu s Horkheimerem tzv. Kritickou teorii Frankfurtské školy, cílem byl interdisciplinární výzkum moderních společenských jevů, které připouštějí příklon k totalitním tendencím v demokratických uspořádáních. Kritika modernity je popsaná v Dialektice osvícenství. Moderní doba se vyznačuje převážením racionálního myšlení, které mělo lidstvo osvobodit od strachu a učinit člověka pánem přírody. Moderní masové výrobní procesy a kapitalismus zaměřené na pokrok a ekonomický růst ale lidi znovu zotročily. Nové prostředky zotročení se zdají býti sice méně přímé, mají zato větší globální dopad a jsou navíc neustále živené moderním výzkumem a technologiemi.
Myšlení, které se v moderním světě přetransformovalo na důležitý sebezáchovný prvek a které se původně vyvinulo ze základních tělesných potřeb a tužeb, není zaměřeno na ovládnutí přírody, jak odhaluje konceptuální sebereflexe, nýbrž na přizpůsobení se. Adorno tedy vytváří koncept myšlení identity, které se projevuje rozumem, užíváním jazyka a společenskými vlivy, které spojují myslící subjekty s objektivním věděním. V důsledku myšlení identity dochází k odcizení. V protikladu k myšlení identity se zdá být moderní umění, které se snaží být autonomní, ale protože autonomie je uvnitř totality pouhou iluzí, zabývá se Adorno v Estetické teorii především dvěma otázkami, může-li moderní umění přežít v kapitalistickém světě a může-li přispět k jeho transformaci.
Estetická teorie je Adornovo poslední dílo. Z Adornovy pozůstalosti ji v roce 1970 vydala Adornova žena Gretel Adorno a Rolf Tiedemann. Toto dílo zůstalo torzem a mělo by být chápáno jako fragment, ne jako autorova konečná zamýšlená verze. Dílo bylo zanecháno jako souvislý text. Konečná podoba knihy není výsledkem její fragmentárnosti, nýbrž podrobení její formy obsahu. Autor se brání stupňovité argumentaci, v které jedno vyplývá z druhého, a spíše se snaží obsah zachytit prostřednictvím montáže řady komplexních prvků, které mají stejnou váhu a jsou proto koncentricky seřazené. Jejich konstelace (uspořádání) pak spoluutváří určitou ideu, která odhaluje pravdivý obsah (Wahrheitsgehalt). Umění zprostředkovává poznání. Přístup k pravdě uměleckého díla získáme pouze odpoutáním se od běžných teorií o podstatě pravdy (adekvační teorie, koherence nebo pragmatický přístup). Umělecká pravda je podle knihy dialektická, postupně odhalující a nepoměrná. Každé dílo má podle Adorna vlastní obsah (Gehalt) utvořený vnitřní dialektikou mezi obsahem (Inhalt) a formou (Form). Pravdivost či nepravdivost uměleckého díla je možno kriticky posoudit pochopením vnitřního uspořádání díla a sociokulturních souvislostí totality, jejíž součástí umělecké dílo je.

## Spisy
- Dialektika a sociologie : výbor z prací představitelů tzv. frankfurtské školy, Praha: Svoboda, 1967
- Estetická teorie, Praha: Panglos, 1997, ISBN 80-902205-4-1
- "Vypravěč v současném románu", Souvislosti, roč. 19, č. 3 (2008), s. 13–17
- Dialektika osvícenství : Filosofické fragmenty, Praha: Oikoymenh, 2009, (práce napsaná spolu s Horkheimerem), ISBN 978-80-7298-267-7
- Schéma masové kultury, Praha: Oikoymenh, 2009, ISBN 978-80-7298-406-0
- Minima Moralia : Reflexe z porušeného života, Praha: Academia 2009, ISBN 978-80-200-1759-8
- Žargon autenticity : K německé ideologii, Praha: Academia, 2015, ISBN 978-80-200-2511-1
- Úvod do sociologie hudby : Dvanáct teoretických přednášek, Praha: Filosofia, 2015, ISBN 978-80-7007-429-9
- "Parataxis (K Hölderlinově pozdní lyrice)", Souvislosti, roč. 27, č. 2 (2016), s. 142–148